# 個人タクシー

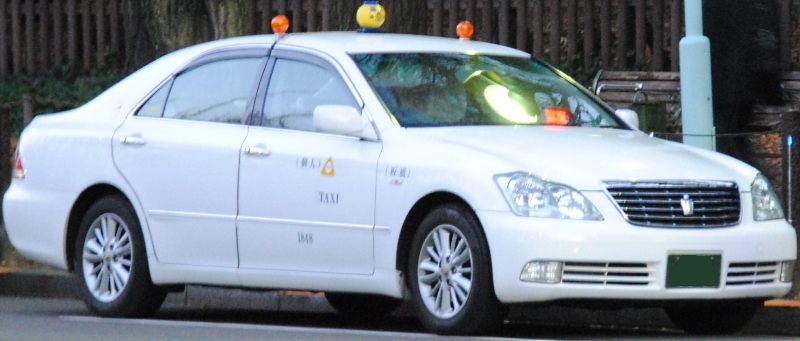
日個連グループの個人タクシー（東京）

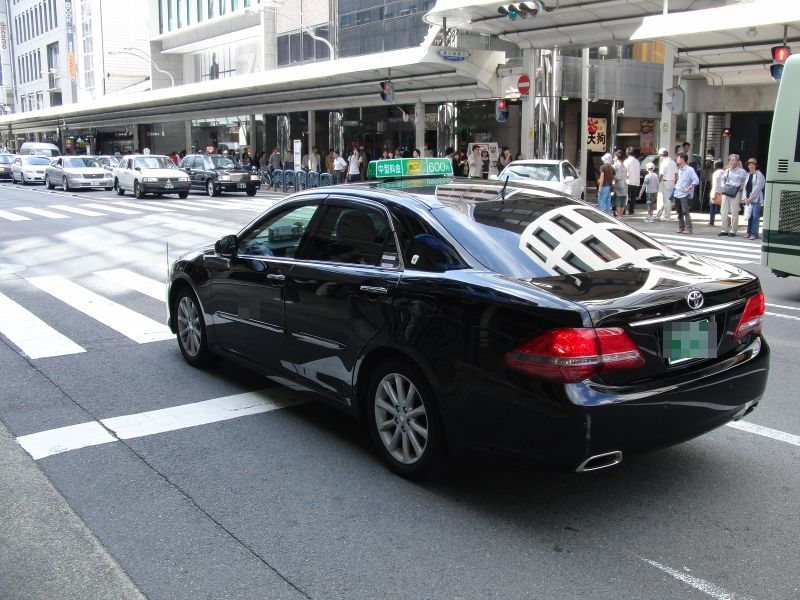
全個連グループの個人タクシー（京都）

日本における個人タクシー（こじんタクシー）とは、1人1車制個人タクシー事業といい、普通二種または大型二種運転免許、或いは中型二種運転免許を持つ運転者が、道路運送法に基づく一般乗用旅客自動車運送事業経営許可を取得し、自ら1台のタクシー車両を用いて経営するタクシー事業である。2008年のデータで、個人タクシーの事業者数は約46,000で、タクシー車両全体の16.8%を占めている。

## 「個人タクシー」と「法人タクシー」
いわゆる個人タクシー（1人1車制個人タクシー事業）に対比して、経営者が、1名以上の運転者を使用し複数台のタクシー車両を用いて経営する形態を「法人タクシー」と呼ぶことがある。いわゆる「法人タクシー」の呼称は、1人1車制個人タクシー事業との対比上の表現に過ぎず、法人タクシーといっても、経営者の法人・個人の別を問わない。よって、個人事業主として法人を設立せずに経営許可を取得し、いわゆる法人タクシーを経営することは可能である。
国土交通省各運輸局の公示においては、いわゆる個人タクシーを指す場合には、「1人1車制個人タクシー事業」との呼称を使用している。
以下、本稿では、特に注記なき限り「個人タクシー」という場合は「1人1車制個人タクシー事業」を指すこととし、「法人タクシー」という場合は、経営者が法人・個人を問わず、1人1車制個人タクシー事業以外の『一般乗用旅客自動車運送事業』を指すものとする。
個人タクシーは第二次世界大戦中から戦後にかけて日本国政府から認められなかった時期があったが、1959年（昭和34年）に復活した。
昭和30年代のタクシー業界は、運転者が過酷なノルマ達成のため、ともすれば無謀な運行を行い、いわゆる「神風タクシー」という悪名がたてられていた。また、多くの失業運転者が「白タク」を始めるなど輸送秩序を混乱させ、旅客の安全と利便を無視するものとして世論の批判を浴びていた。良質で安全なタクシーを望む声は日増しに高まっていった。
こうした時代背景のなか、当時の楢橋渡運輸大臣は、これらの問題を解決させる手段としてタクシー業界に新風を吹き込むべく、タクシーの個人営業への道を開くことを決定、1959年（昭和34年）8月11日に「永年の無事故・無違反の優良運転者に夢を与え、業界に新風を送る」との大臣声明を発表した。
こうして1959年（昭和34年）12月、個人タクシーが誕生した。

## 現況
民間団体の個人タクシー協会が存在しており、更に支部に分かれ、各個人タクシー事業者の管理等の事務を行っている。開業にあたっては2種免許が必要になるほか、事業区域内で運転を職業としている期間（同じタクシー・ハイヤー事業者で継続して10年以上）、一定期間以上無事故無違反、運転資金、営業拠点の確保、法令及び地理試験の合格など多くの条件がある。
東京23区と政令指定都市や、全国の県庁所在地や主要都市で多く見られる。現在、全国78都市で個人タクシーが営業している。逆に、茨城県、山梨県、鳥取県、島根県には個人タクシーが存在しない。
事業区域は、必ずしも行政区域と一致するとは限らない。例えば、東京都区部と武蔵野市・三鷹市が『東京特別区及び武三地区』の事業区域となる（タクシーの営業区域も参照）。

## 特徴

### 車両
- ドア開口部寸法や窓ガラスの厚さ、トランク容量などの車両規定は法人タクシーに比べて緩やかであり、使用される車種はバラエティに富んでいる。
- 使用燃料はLPG仕様車よりもガソリン仕様車が主流である[注釈 1]。自動車メーカーの商品ラインナップの変化もあり、近年では地方でもディーゼル車は比較的少ない。
- アウターリアビューミラーに関しては、フェンダーミラーは少数派でドアミラーが多い（稀に、日産・ティアナのように元々フェンダーミラーの設定が無い車種にフェンダーミラーを装着するケースもある）。
- 1970年代まではメーカー生産のLPG仕様車の高級グレード車やオートマチック車の設定が無く、クラウンやセドリック/グロリア、マークII、ローレルのガソリン車を、整備業者でLPGに改造して運用するドライバーも存在した。
- 輸入車も多く、一部車種には自動ドアを敢えてつけていない車両もあり、その場合は運転手が外からドアの開閉を行う。特殊な車両では、自動ドアの装置の取り付け費用が40万円以上するのも一因ではある。特に左ハンドル車の場合自動ドアを設置していない場合が多い。
- 町中での渋滞や信号機による発進と停止が多い地域は、ハイブリッドカーの方が燃費的に有利である。
- 自動車の大きさや排気量により中型車・小型車（地域によっては大型車・普通車）の料金区分が存在するのは法人タクシーと同一である。しかし、中型車（もしくは普通車）の料金区分と車体の規定は各地域により異なり、東京特別区や横浜市、千葉市などの首都圏、大阪市や京都市、神戸市などは、排気量の上限を問わず「全長：4600mm以上、全幅：1700mm以上の車両は普通車」とされる。そのため、中型車（もしくは普通車）では3ナンバー車が非常に多い。ただし例外的に、全幅の制限を撤廃し、全長の4,600mm制限のみ設定されている営業区域では全幅が1,700mm以上に達したCセグメントクラスのセダン型乗用車（2020年8月現在、新車で販売されている現行のセダン型乗用車でこの条件を満たしているのはプリウス（PHV除く）とカローラセダンがこれに該当する）を合法的に小型タクシー扱いとすることも可能である。また、中型タクシーと小型タクシーの枠が統合されている区域では概ねEセグメントクラスまでのセダン型乗用車もタクシーとして使用できる。ミニバンの場合であれば統合されている区域であればLLクラスのミニバンが、そうでない区域でもMクラスのミニバンも使用できる。

### 東京都

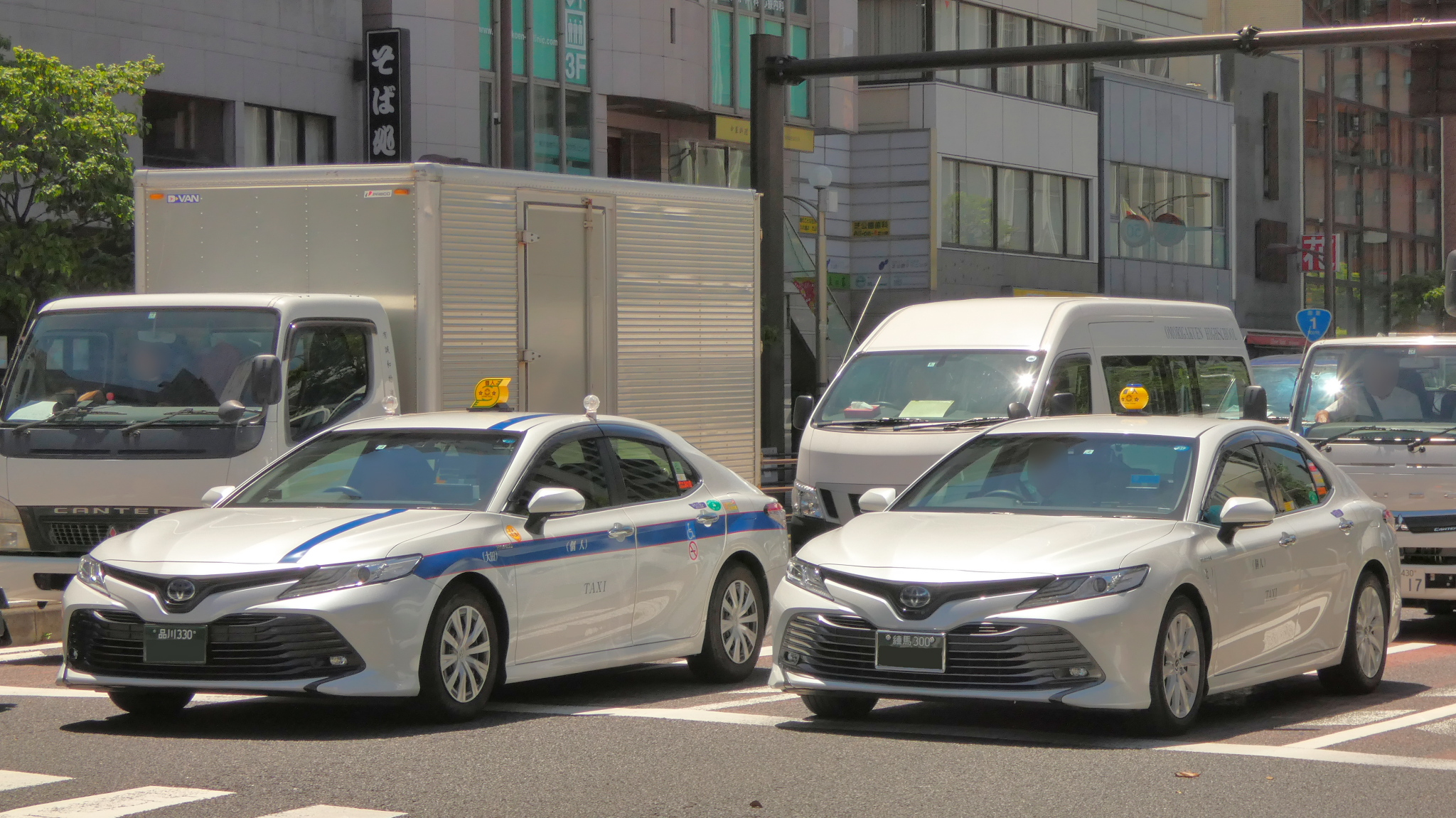
東京都の個人タクシー（カムリ）
写真左：東個協加盟車
写真右：日個連都営協加盟車

- 東個協[2]（東京都個人タクシー協同組合：でんでん虫グループ）加盟の車両は基本色を白色とし、これに統一デザインとして赤で縁取られた青ラインが入る（カッティングシートによる貼付）。基本の白色にも、メーカー毎の協会指定色（カラーコード）があり、一部車種には東個協用特別色がメーカーオプション設定されている。メーカー対応による指定塗色がない車種の場合は、白色に全塗装を行った上で統一のストライプを入れて使用する。ただし、2022年（令和4年）4月より黒色の車両も認められるようになった。
  - 組合規定で後席プライバシーガラスの装着は禁止とされており、クラウン及びマークXには、これらに対応した「Tパック（タクシーパッケージ）」の設定があり、トヨタモビリティ東京（旧・東京トヨペット）から調達する（その車種を使用する組合員は東個協各支部にトヨタモビリティ東京個人タクシー友の会（旧・東京トヨペット個人タクシー友の会）というサークルがある）。
  - 但し、プライバシーガラス（スモークガラス）とカラーコードについては、ハイブリッドカー・EV・福祉改造車両・ユニバーサルデザイン採用の車両（日産・NV200バネットやトヨタ・ジャパンタクシーなど）は、一定の条件を満たしていれば、規定の免除（除外）対象となる。また、免除対象でなくとも使用できる規定もあり（中古車を架装して使用、あるいは標準設定の無い車両を使用するなど）、車両調達の関係でプライバシーガラス装着車を使用する場合、組合に申請を行う（有料）事で使用できる。許可された場合、後部窓左側に、車両登録番号が記されたプライバシーガラス罰則猶予車のシールが貼られる。
  - なお、主にトールワゴン・ミニバン・ワンボックス型車種用に従来のルーフトップ設置型のでんでん虫型行灯の代わりにフロントウインドウ上に設置するタイプの行灯も設定されている（でんでん虫マークの左右にそれぞれ「KOJIN」「TAXI」の表記あり）。
- 日個連都営協[3]（日個連東京都営業協同組合：提灯グループ）加盟の車両は純正白系統単色。銀色等の車両も極少数存在。2006年（平成18年）10月より、黒色の車両も認められ、現在約100台が稼動している。なお、どの塗色も車両メーカー毎の純正カラーコード指定がある。

組合員費や交通共済（自動車保険）、前出の車種・塗色選定や無線配車の関係で、組合を鞍替えする者も少なくない。
東京特別区以外では、指定のボディカラーを設けている協会と、そうでないものとがある。東京の法人タクシーは顧客に対して禁煙タクシーが多いが、個人タクシーでは乗務員の方針で、ドアに禁煙ステッカーがなく乗車中も喫煙可能なタクシーが存在する。

### その他の大都市及び地方都市

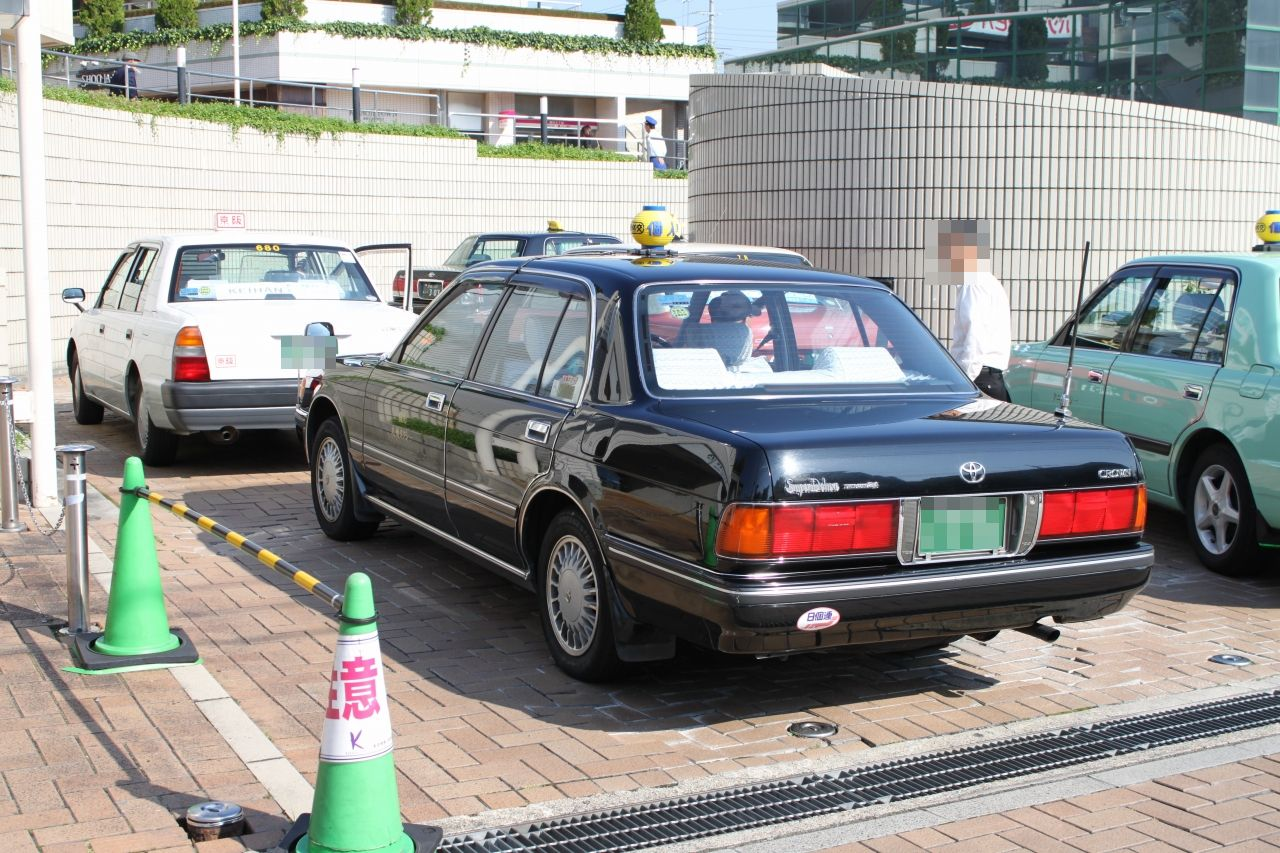
130系クラウンセダンスーパーデラックス

- 関東・関西圏以外の大都市（名古屋市、札幌市、仙台市、福岡市等）、およびその他多くの地方都市では、3ナンバー車で営業する個人タクシーは非常に少ない。その理由は、これらの都市では、台数が非常に少なく乗客が事実上小型車を選ぶことが難しい東京等の首都圏などとは異なり、逆に料金の割高な中型車が敬遠されることによる。
また、中型車（普通車）の料金区分と車両規定が首都・京阪神圏とは異なり、中型車（普通車）は全長および全幅の上限はないが、排気量が2000cc未満という制限があることも一因である。そのため、自ずと選択できる車種が限られ、中型車（普通車）はほぼ5ナンバーのクラウンやセドリックに限られる。また名古屋都市圏以外では小型車（排気量2000cc以下、全長：4600mm以下、全幅：1700mm以下、かつ4人乗り）の割合が高く、殆どがコンフォートやクルーで占められていたが、近年ではプリウスやカローラアクシオハイブリッド、カローラフィールダーハイブリッド、グレイスハイブリッド、シャトルハイブリッドなどのハイブリッドカーを使用する個人タクシーも増えている。

## 個人タクシーの行灯について
個人タクシーは、所属する組合等により屋根上についている行灯の形状が異なっている。
- 組合系
  - でんでん虫グループ：全国個人タクシー事業連合会（略称：全個連）

かたつむり形の行灯（インボイス制度非対応事業者はひし形）
地域によってはフロントガラス上設置用や天地方向の高さが低いものもある。
  - ちょうちんグループ：日個連事業協同組合（略称：日個連・NKR）

ちょうちん形の行灯（インボイス制度非対応事業者は緑色した横長の行灯、側面に「日個連」の表記）
- 独立系：上記2つの組合のいずれにも加入していない団体、あるいは無所属の個人事業者（かまぼこ形、ながれ星形などさまざま）
京都では、上部に加入しない組合が4つ存在する（市個人、互助、楽友、中央）。
- 企業提携型：提携先事業者と同一デザイン（km提携個人タクシー[4]、日交個人タクシー[5]、フジ・オーナーズ・システム[6]など）
なお、企業提携型においては提携先企業における品質基準を満たすため、提携可能なのは提携先に規定年数以上所属していた者に限られるほか、当然ながら提携先企業が展開する営業区域内に本拠を持つものに限られる。

### マスターズ制度

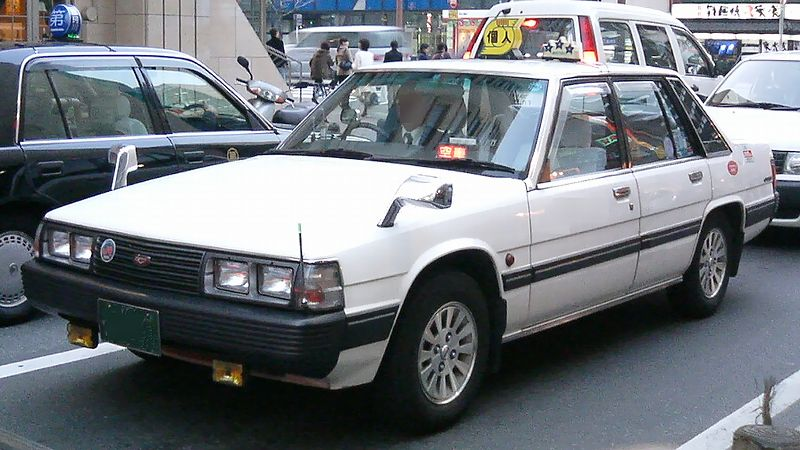
歩道側に三ツ星の行灯が取り付けられている

一部の個人タクシーには、三ツ星の行灯を装備している（右の全個連グループの個人タクシー写真参照）。マスターズマークとも呼ばれるこの行灯は、1998年（平成10年）に制定された優良個人タクシー事業者認定制度に合格したタクシーにのみ取り付けが許されている。
三ツ星を取得するには、まず一ツ星、二ツ星の順に認定を受ける必要がある。さらに申請を出し、有識者によるマスター認定委員会の厳しい審査を受けなければ認定されない。現在、マスターズマークの表示をタクシー組合の行灯に一体的に表示する方式に移行しており、2013年に移行完了した。でんでん虫・ちょうちん型いずれもマークは行灯の中央部に表示される。また、どちらにも属さない事業者向けに全個協のマスターズマーク付き行灯もある。

## 車種

### タクシーとして販売されていないが、タクシーとして使用されている現在のモデル
★=主に首都圏等の個人タクシーでの使用が多い
●=主にワゴンタクシー、介護タクシーでの使用が多い
- トヨタ
  - センチュリー★
  - クラウン★
  - コースター
  - カローラフィールダー（主にE160G型系のハイブリッド車）
  - カローラアクシオ（主にE160型系のハイブリッド車）
  - プリウス
  - アクア
  - アルファード / ヴェルファイア★●
  - ハイエースグランドキャビン●
  - ノア / ヴォクシー●
  - シエンタ●
  - ルーミー●
  - MIRAI

- レクサス
  - LS★

- 日産
  - スカイライン★
  - ノートe-POWER
  - エクストレイル
  - エルグランド★●
  - セレナ●
  - クリッパー軽自動車・介護タクシー●
  - リーフ

- スズキ
  - ワゴンR軽自動車・介護タクシー●
  - ランディ●
  - ソリオ●

- ダイハツ
  - ハイゼット軽自動車・介護タクシー●
  - アトレー軽自動車・介護タクシー●

- ホンダ
  - ヴェゼル★
  - アコード
  - フィット
  - フリード
  - シビック・e:HEV

- 三菱
  - デリカD:5●
  - エクリプスクロス★
  - アウトランダーPHEV
  - ミニキャブ軽自動車・介護タクシー●

- マツダ
  - MAZDA2●
  - MAZDA3
  - CX-5★

- スバル
  - フォレスター★

- ヒュンダイ
  - アイオニック5
  - コナEV
  - ネッソ★

- ダイムラー
  - メルセデス・ベンツ Sクラス★
  - メルセデス・ベンツ Eクラス★
  - メルセデス・ベンツ Cクラス

- ボルボ
  - ボルボ・S90★

- BMW
  - 7シリーズ★
  - 5シリーズ★
  - 3シリーズ

- プジョー
  - プジョー・508★

- テスラ
  - モデル3★
  - モデルX★
  - モデルS★

### タクシーとして使用されているが、正式にタクシーとして販売されていない過去のモデル
- トヨタ
  - コロナ （FF型, 1996年 まで）
  - クラウン （ハードトップ型, 1999年 まで）
  - コロナプレミオ （2001年）まで
  - カリーナ （2001年）まで
  - クレスタ （2001年）まで
  - チェイサー （2001年）まで
  - マークII（ハードトップ） （2001年）まで
  - カローラワゴン （2002年）まで
  - ヴェロッサ （2004年）まで
  - マークII （X110型セダン, 2004年 まで）
  - アリスト （2005年）まで
  - プラッツ （2005年）まで
  - ファンカーゴ （2005年）まで
  - セルシオ （2006年）まで
  - カローラセダン （2006年）まで
  - ウインダム （2006年）まで
  - カルディナ （2007年）まで
  - ラウム （2011年）まで
  - ベルタ （2012年）まで
  - ラクティス （2016年）まで
  - SAI （2017年）まで
  - ウィッシュ （2017年）まで
  - クラウンマジェスタ （2018年）まで
  - エスティマ （2020年）まで
  - マークX （2020年）まで
  - タンク （2020年）まで
  - プレミオ （2021年）まで
  - アリオン （2021年）まで
  - プリウスα （2021年）まで
  - エスクァイア （2022年）まで
  - カムリ （2024年）まで

- 日産
  - グロリア （セダン型, 1999年）
  - ブルーバード （FF型, 2001年 まで）
  - セドリック （セダン型, 2002年 まで）
  - ローレル （ハードトップ型, 2003年 まで）
  - セドリック/グロリア （ハードトップ型, 2004年 まで）
  - リバティ （2004年 まで）
  - プリメーラ （2005年 まで）
  - ステージア （2007年）まで
  - プレサージュ （2009年）まで
  - プレジデント （2010年）まで
  - ブルーバードシルフィ （2012年）まで
  - ティーダラティオ （2012年）まで
  - エルグランドジャンボタクシー （2017年）まで
  - ラフェスタ （2018年）まで
  - ウイングロード （2018年）まで
  - ジューク （2019年）まで
  - キューブ （2020年）まで
  - ノート （2020年）まで
  - シルフィ （2020年）まで
  - ティアナ （2020年）まで
  - シーマ （2022年）まで
  - フーガ （2022年）まで
  - マーチ （2022年）まで

- ダイハツ
  - アプローズ （2000年）まで
  - アルティス （2023年）まで

- ホンダ
  - トルネオ （2002年）まで
  - アヴァンシア （2003年）まで
  - フィットアリア （2009年）まで
  - インスパイア （2012年）まで
  - エリシオン （2013年）まで
  - シビック・ハイブリッド （2015年）まで
  - N BOX+軽自動車・介護タクシー （2017年）まで
  - クラリティ フューエル セル （2021年）まで
  - オデッセイ （2022年）まで

- 三菱
  - エテルナ （1996年）まで
  - シャリオ （1997年）まで
  - レグナム （2002年）まで
  - シャリオグランディス （2003年）まで
  - ディアマンテ （2005年）まで
  - デリカ・スペースギア （2007年）まで
  - グランディス （2009年）まで
  - ギャラン （2012年）まで
  - i-MiEV軽自動車（電気自動車のため、通常のタクシーとしての営業が可能, 2021年 まで）

- マツダ
  - ルーチェ （ハードトップ型, 1991年 まで）
  - クロノス （1995年）まで
  - センティア （2000年）まで
  - フォード・テルスター （カペラOEM型, 2001年 まで）
  - カペラ（GF型セダン, 2002年 まで）
  - ミレーニア （2003年）まで
  - ビアンテ （2018年）まで
  - プレマシー （2018年）まで
  - アテンザ （2019年）まで
  - アクセラ （2019年）まで
  - デミオ （2019年）まで
  - CX-8 （2023年）まで
  - MAZDA6 （セダン, 2024年 まで）

- スバル
  - レヴォーグ （2020年）まで
  - レガシィ （2025年）まで

- ヒュンダイ
  - ヒュンダイ・XG （2005年）まで
  - ソナタ （2009年）まで

- クライスラー
  - クライスラー・PTクルーザー （2010年）まで

- ボルボ
  - ボルボ・S80 （2017年）まで

- プジョー
  - プジョー・407 （2011年）まで

## ギャラリー

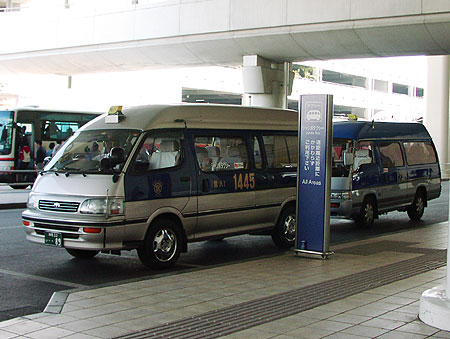
4代目ハイエースグランドキャビン 沖縄県
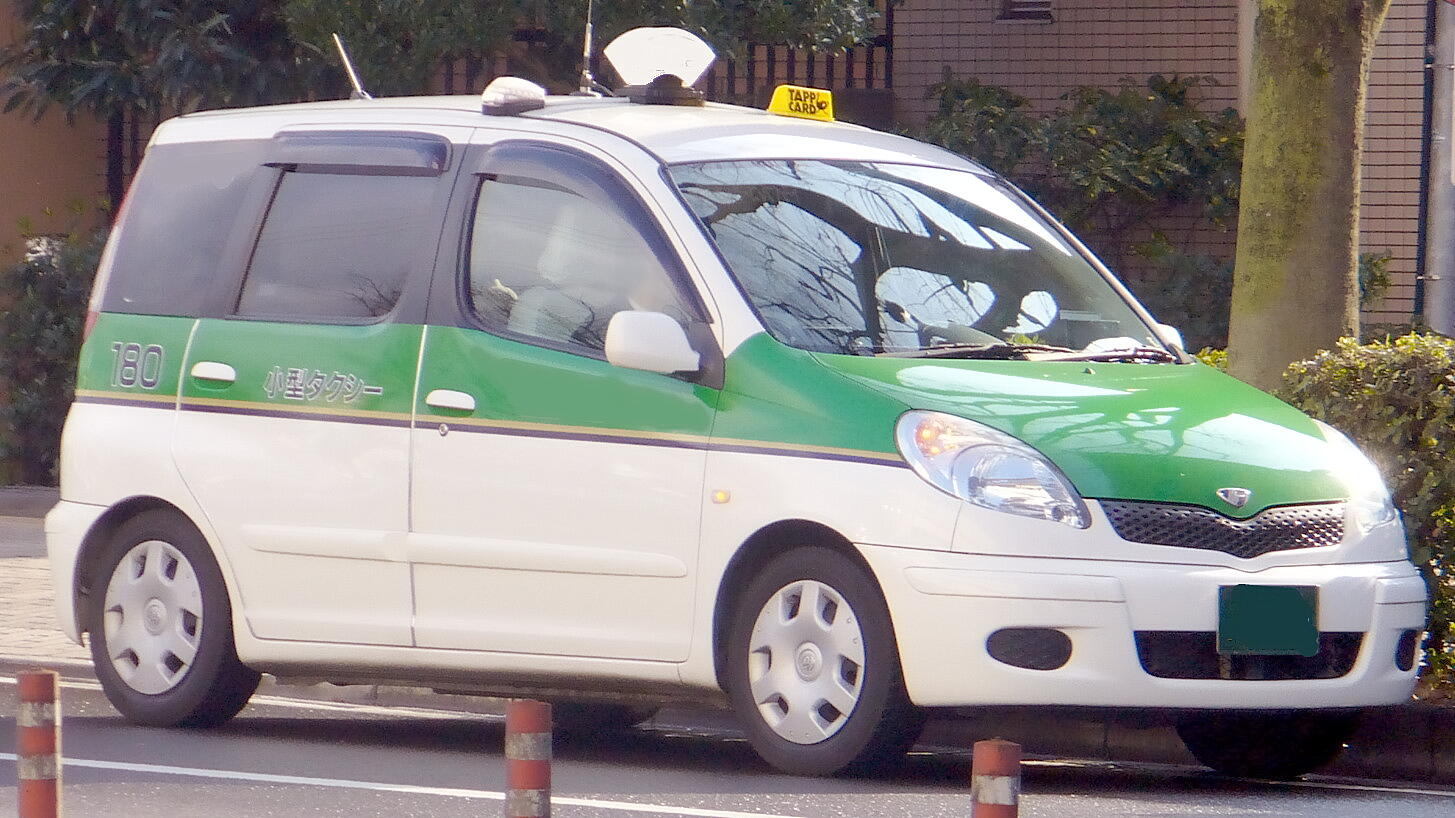
ファンカーゴ
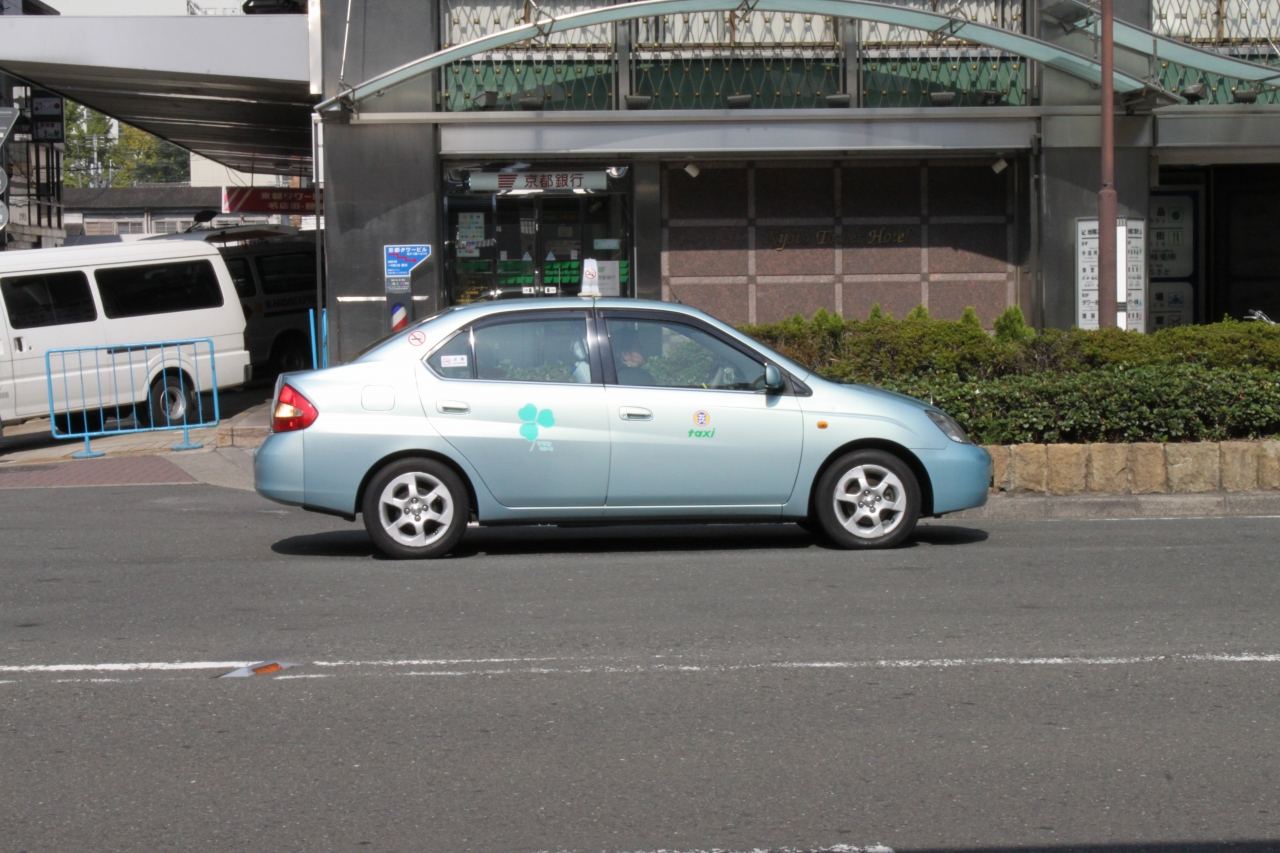
初代プリウス ヤサカタクシー（京都府）
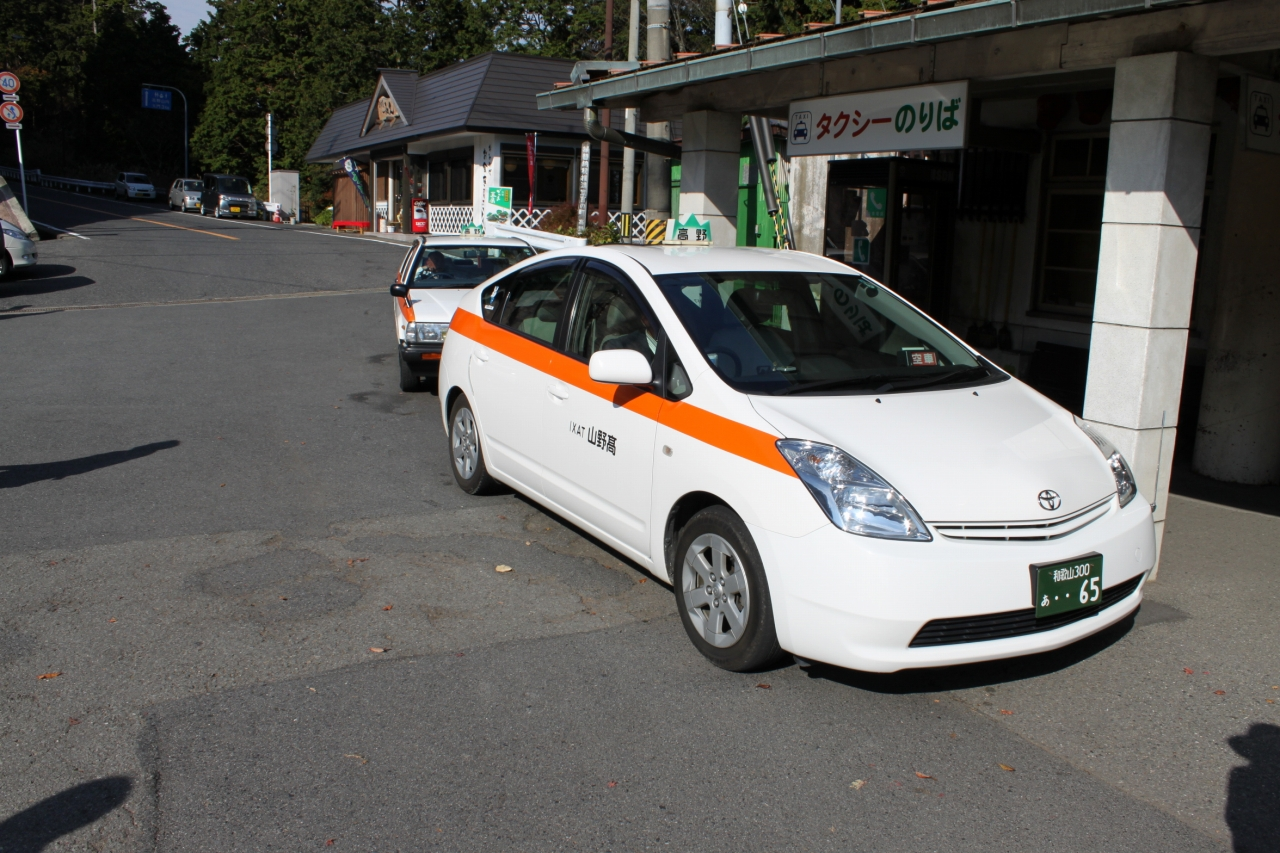
2代目プリウス 高野山タクシー（和歌山県）
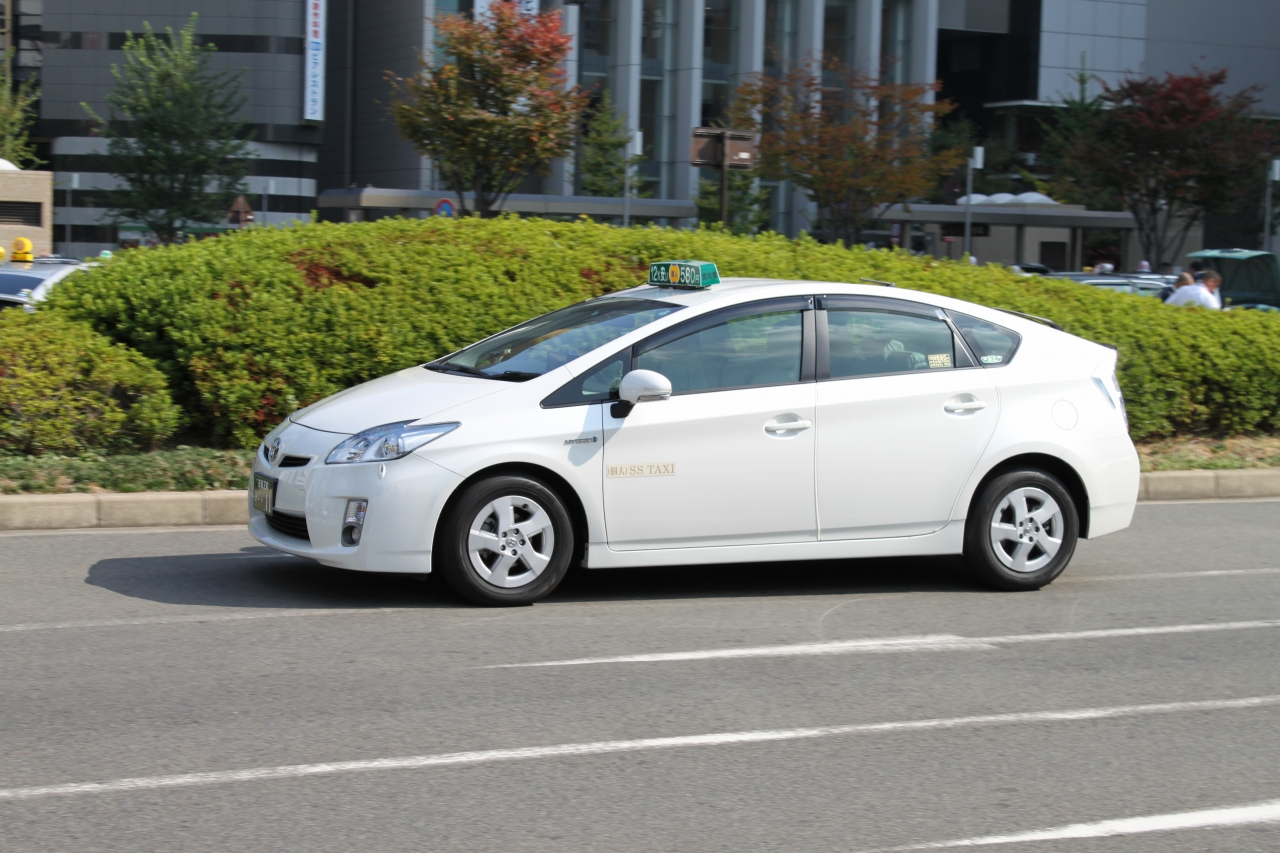
3代目プリウス 個人タクシー
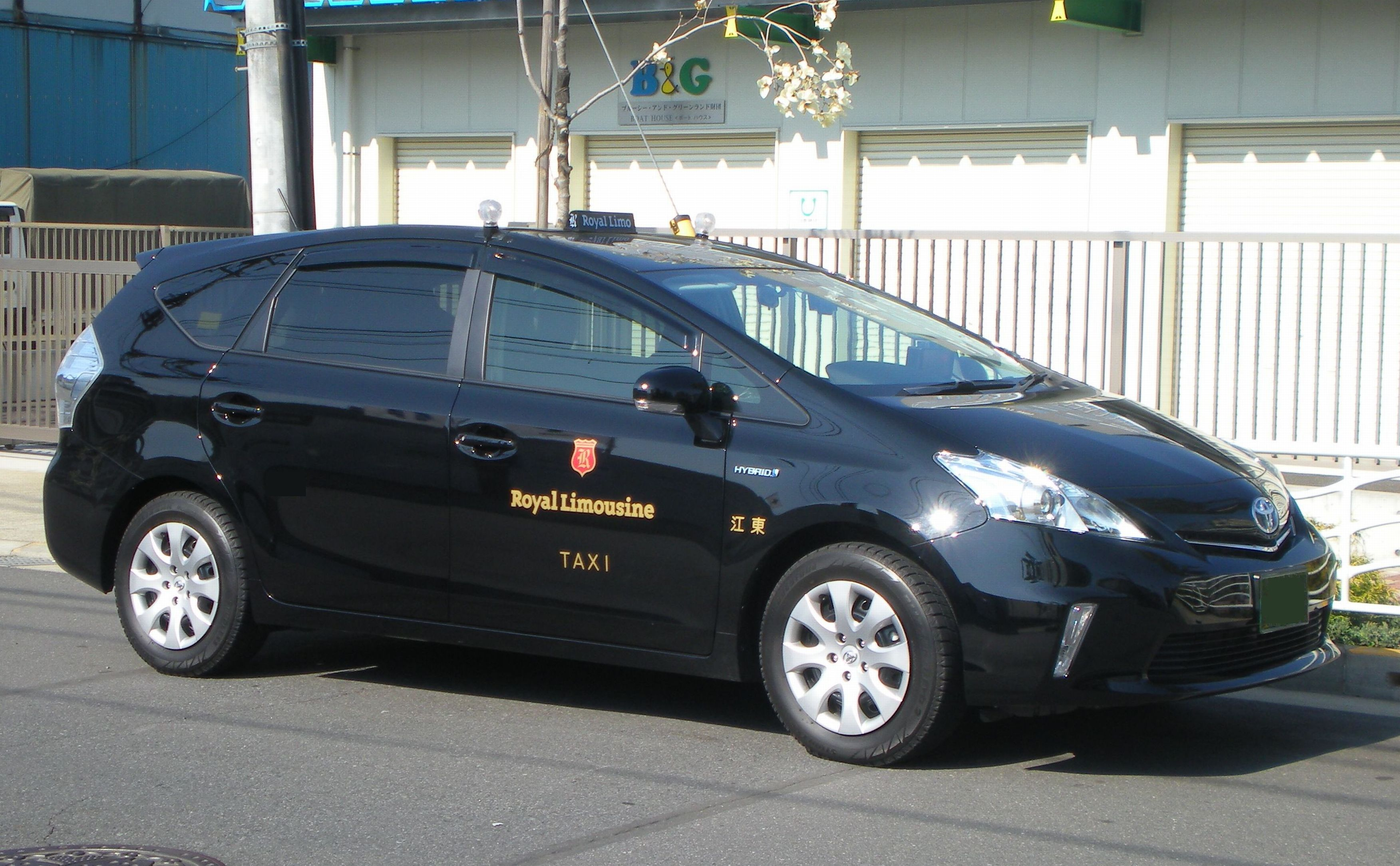
プリウスα ロイヤルリムジン(東京都)
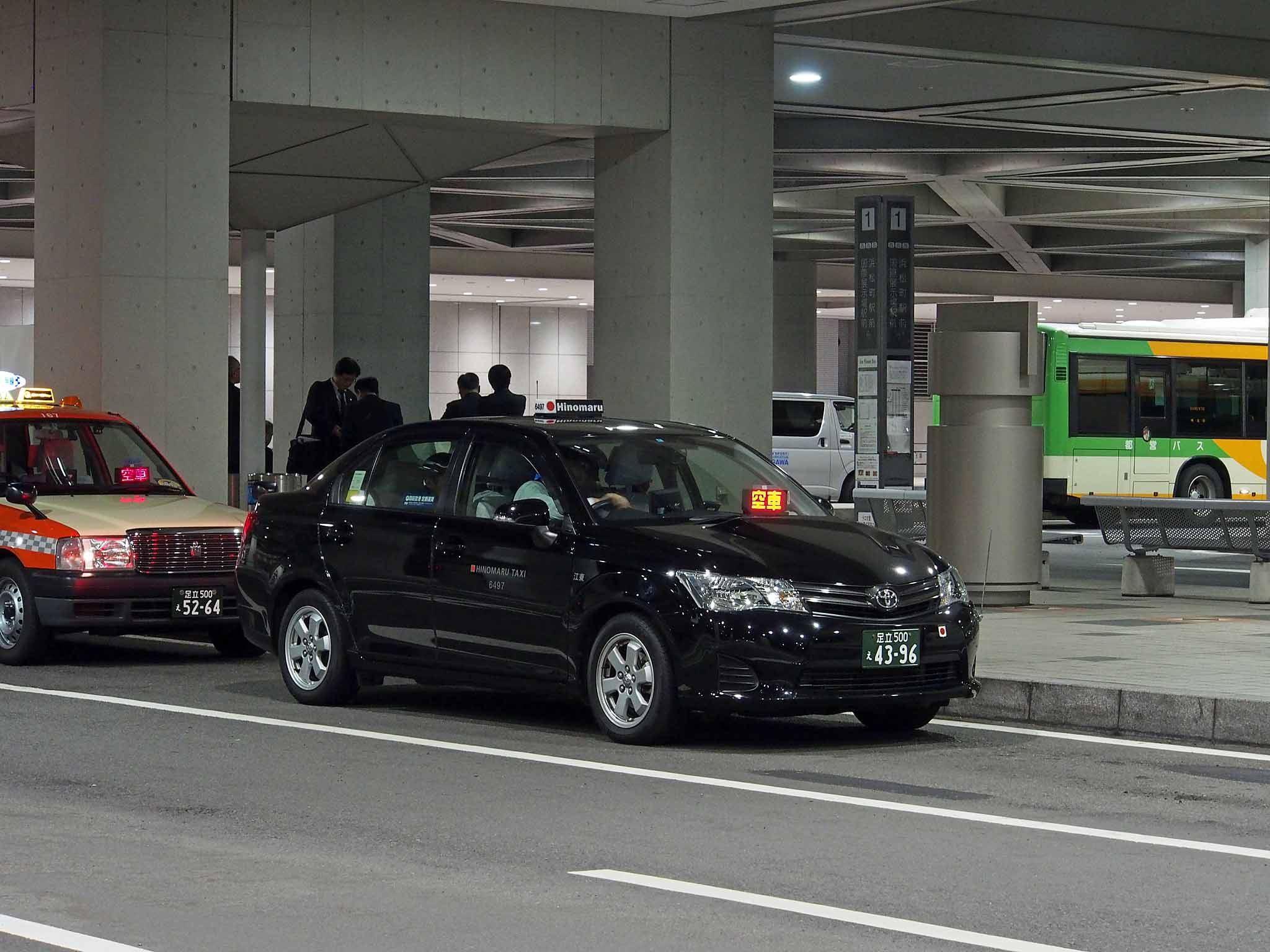
カローラアクシオ 日の丸交通（東京都）
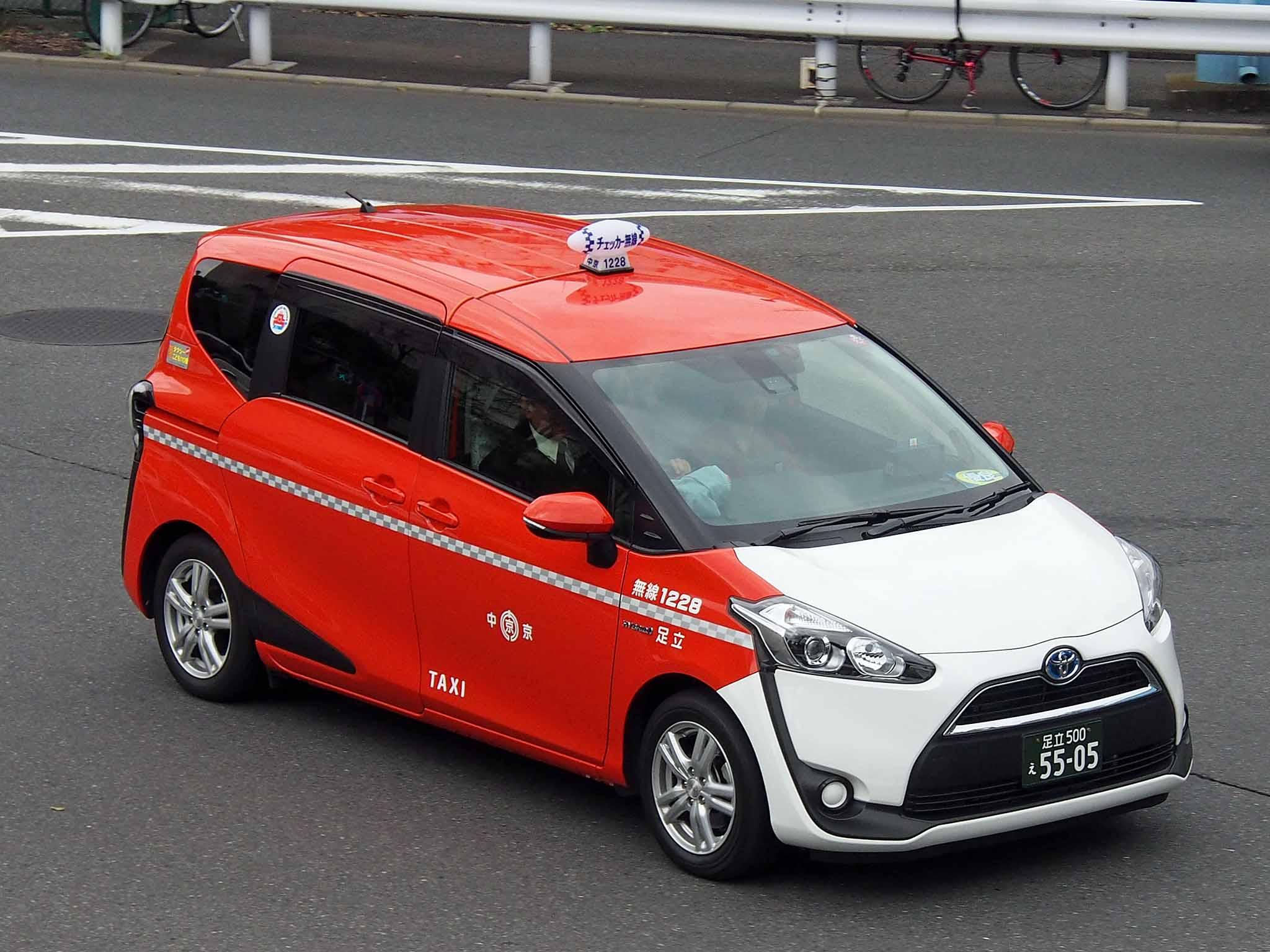
シエンタ 中京自動車（東京都）
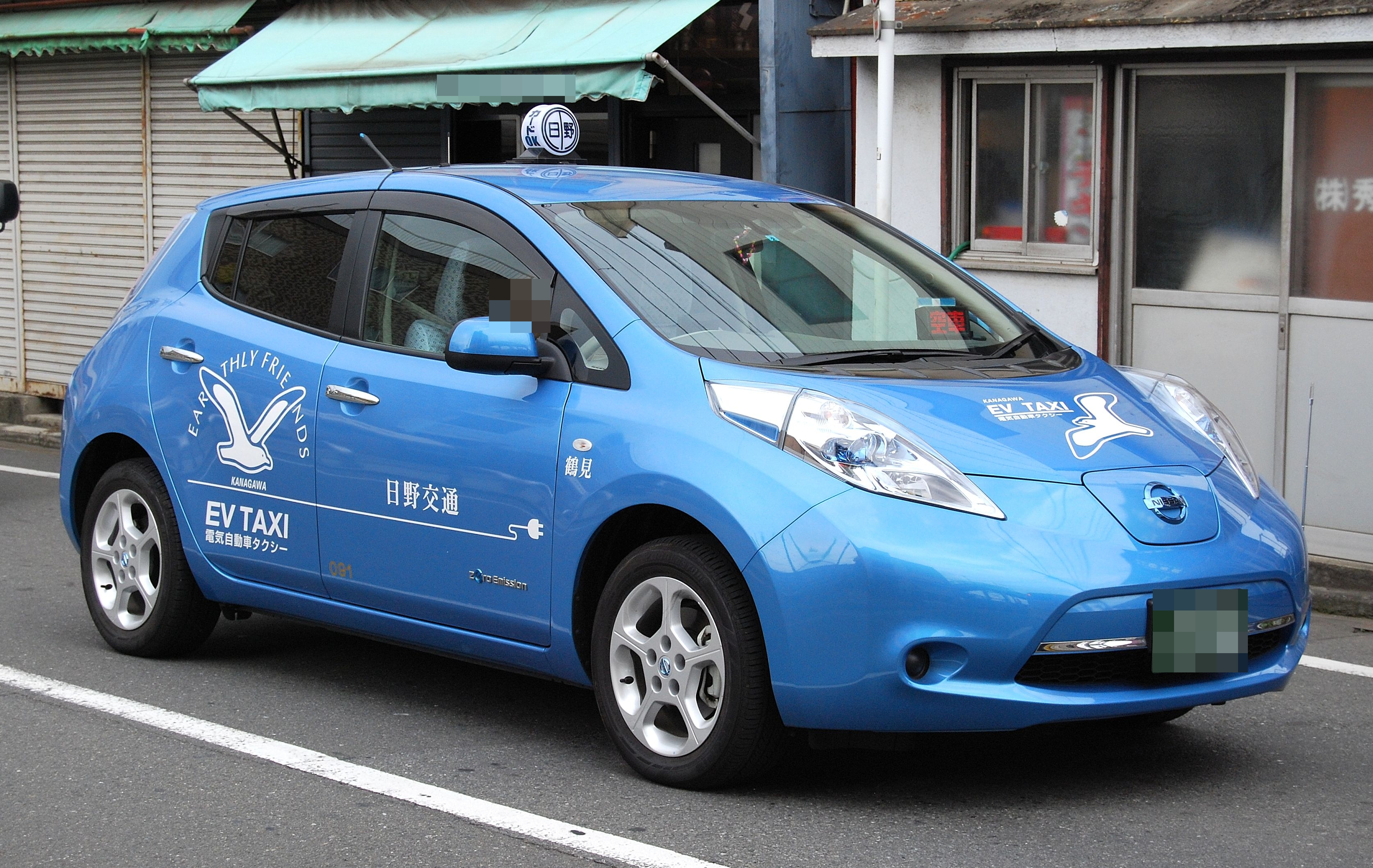
リーフ 日野交通（神奈川県）
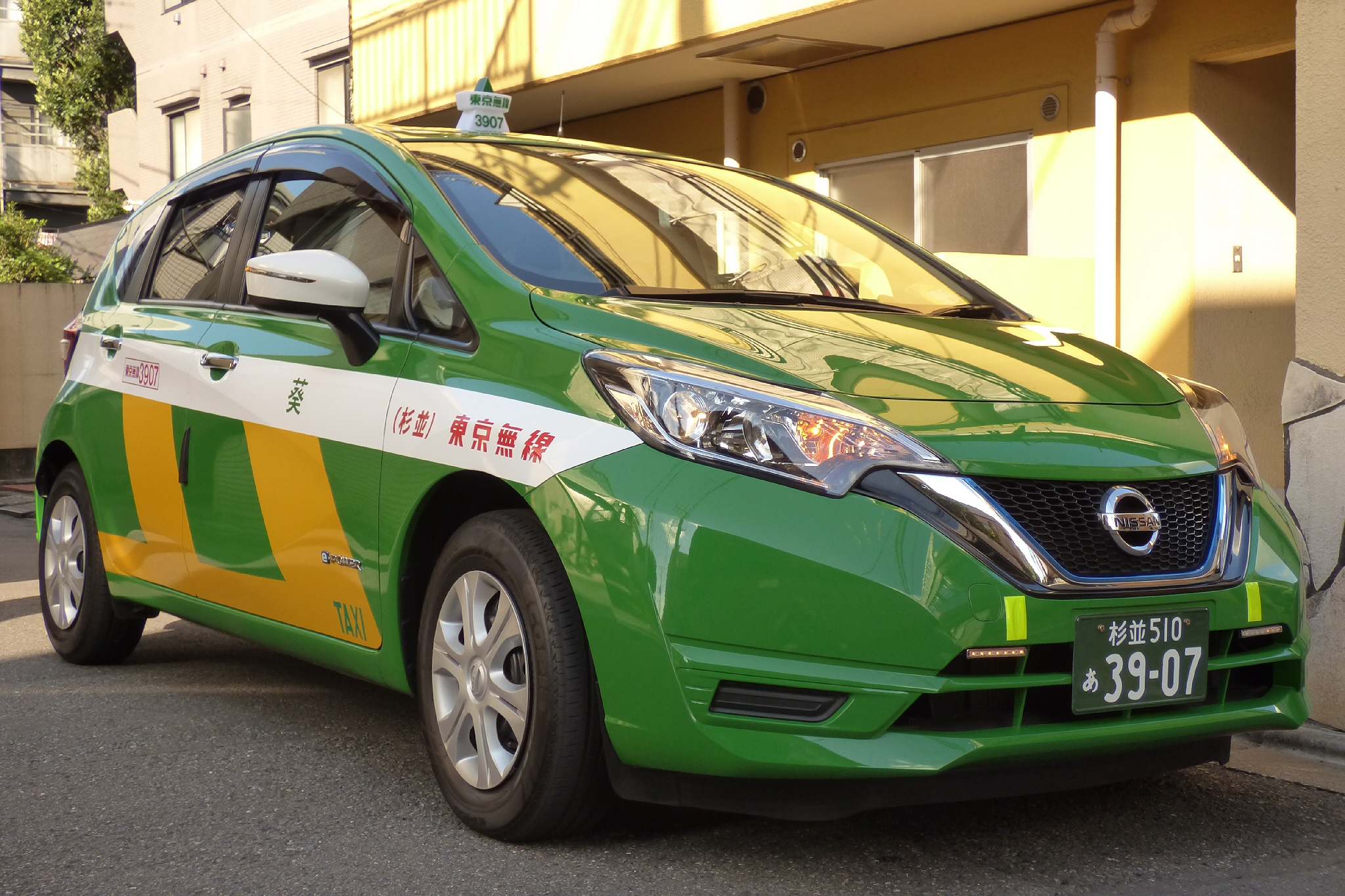
ノートe-POWER 葵交通（東京都）
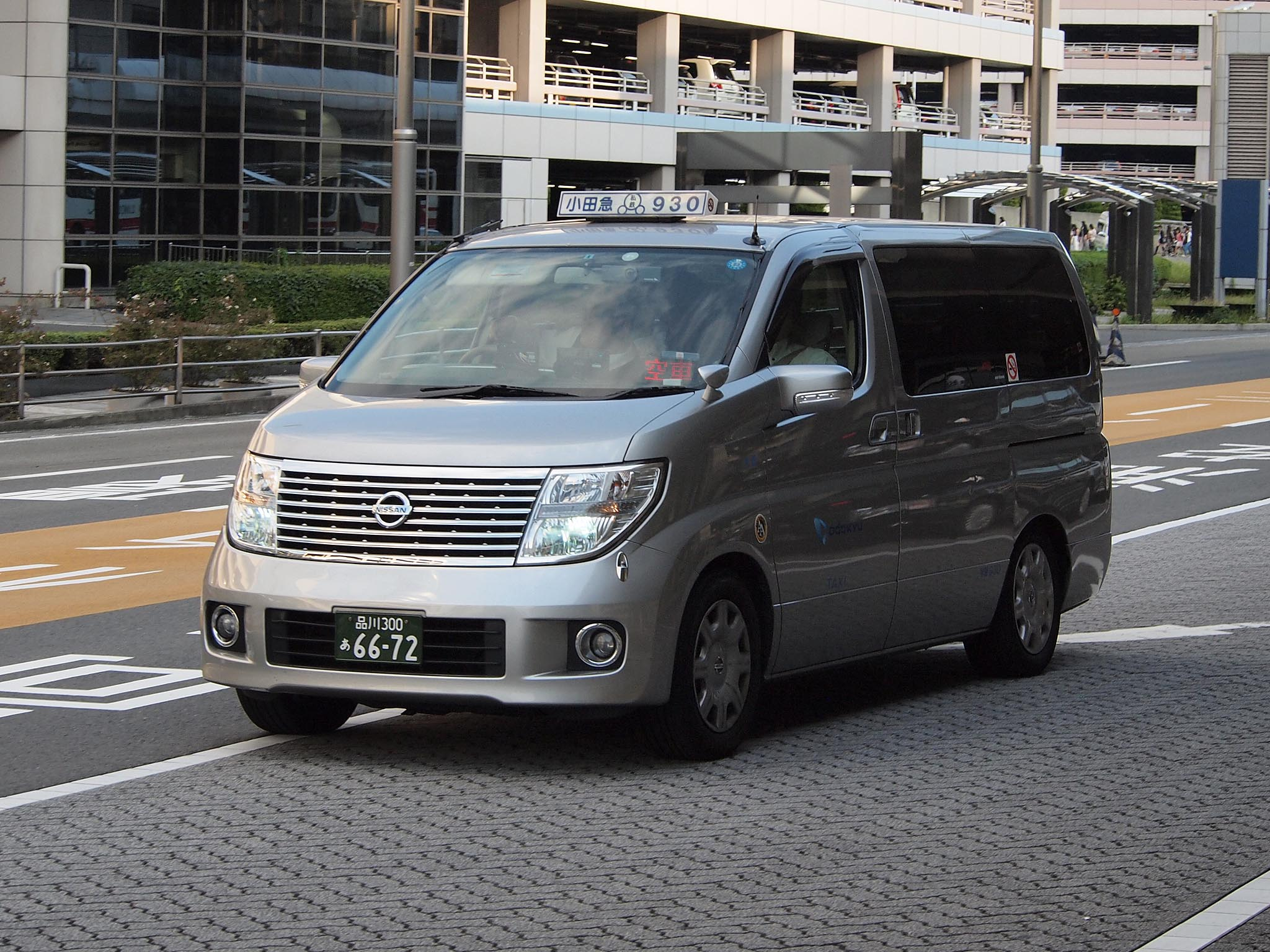
エルグランド 小田急交通（東京都）
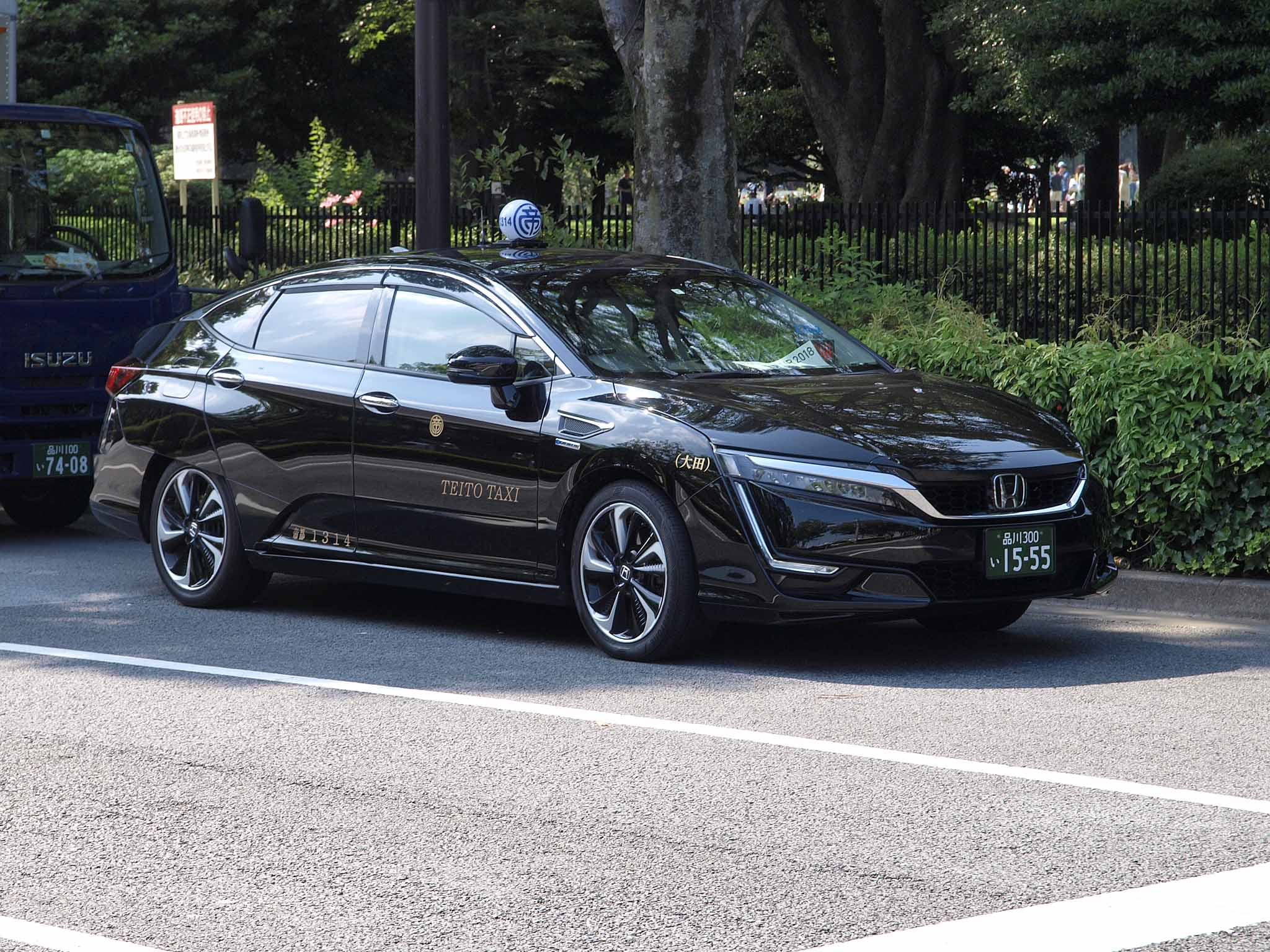
クラリティ フューエル セル 帝都自動車交通（東京都）
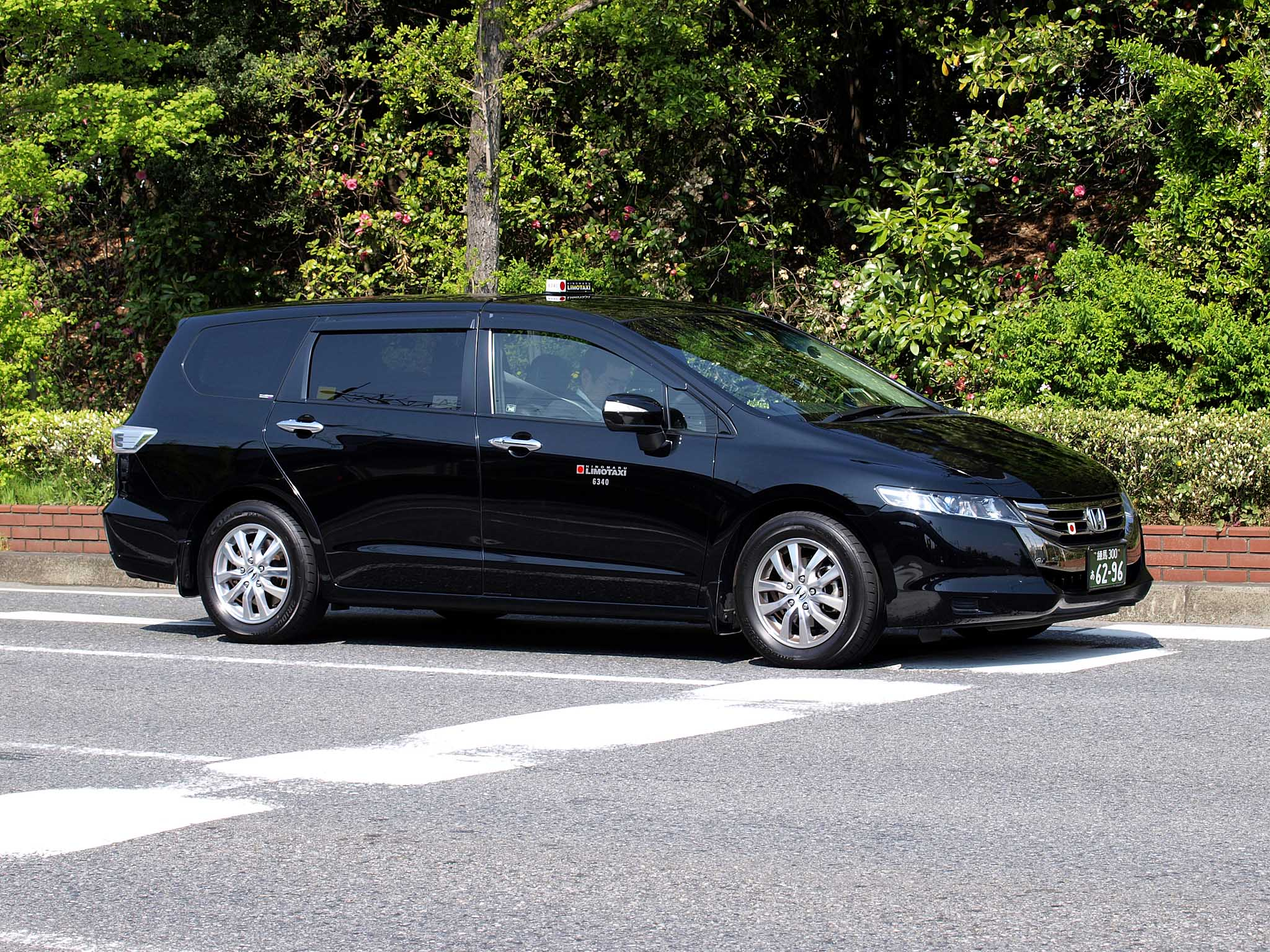
オデッセイ 日の丸リムジン（東京都）
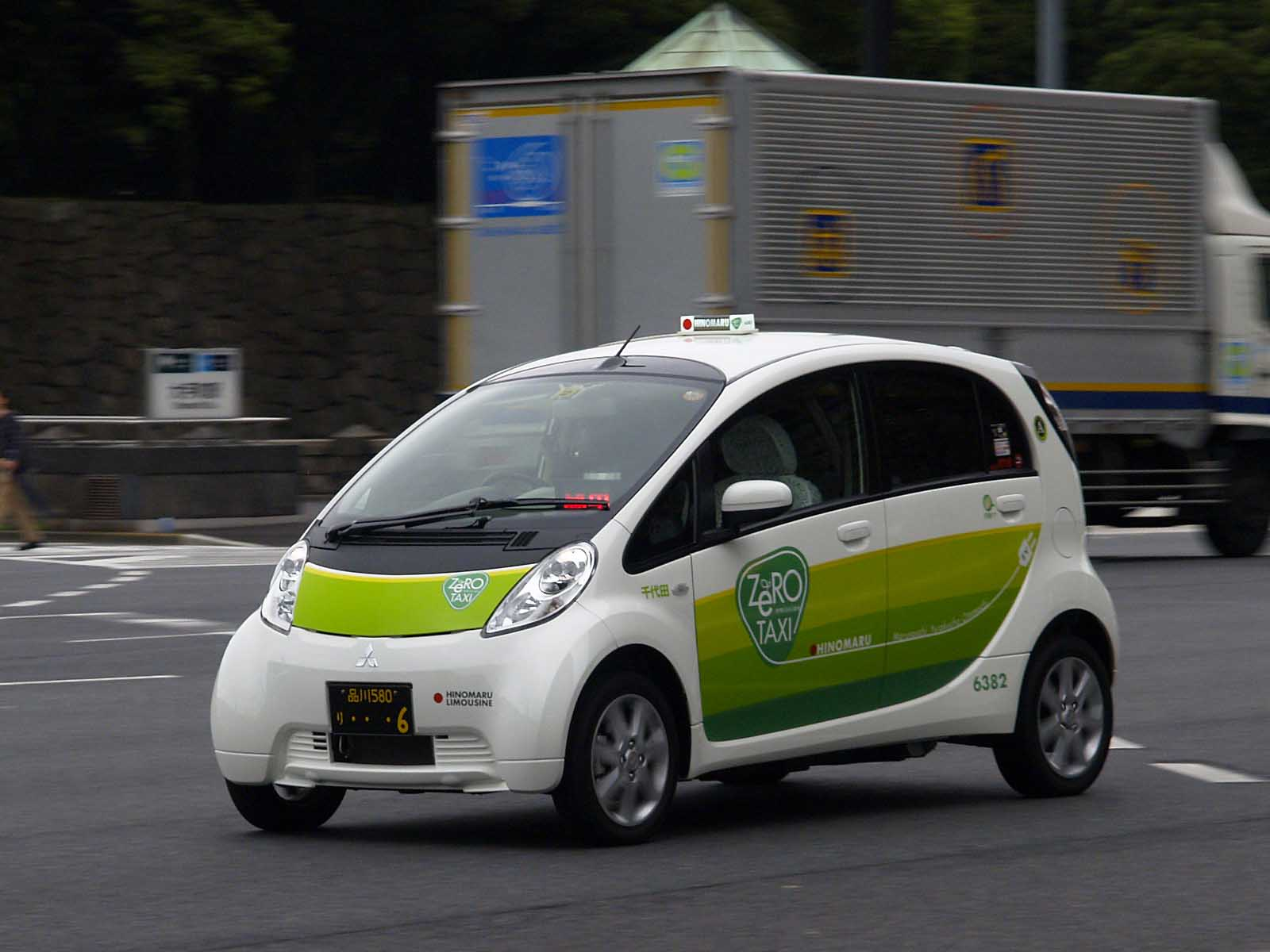
i-MiEV 日の丸リムジン（東京都）
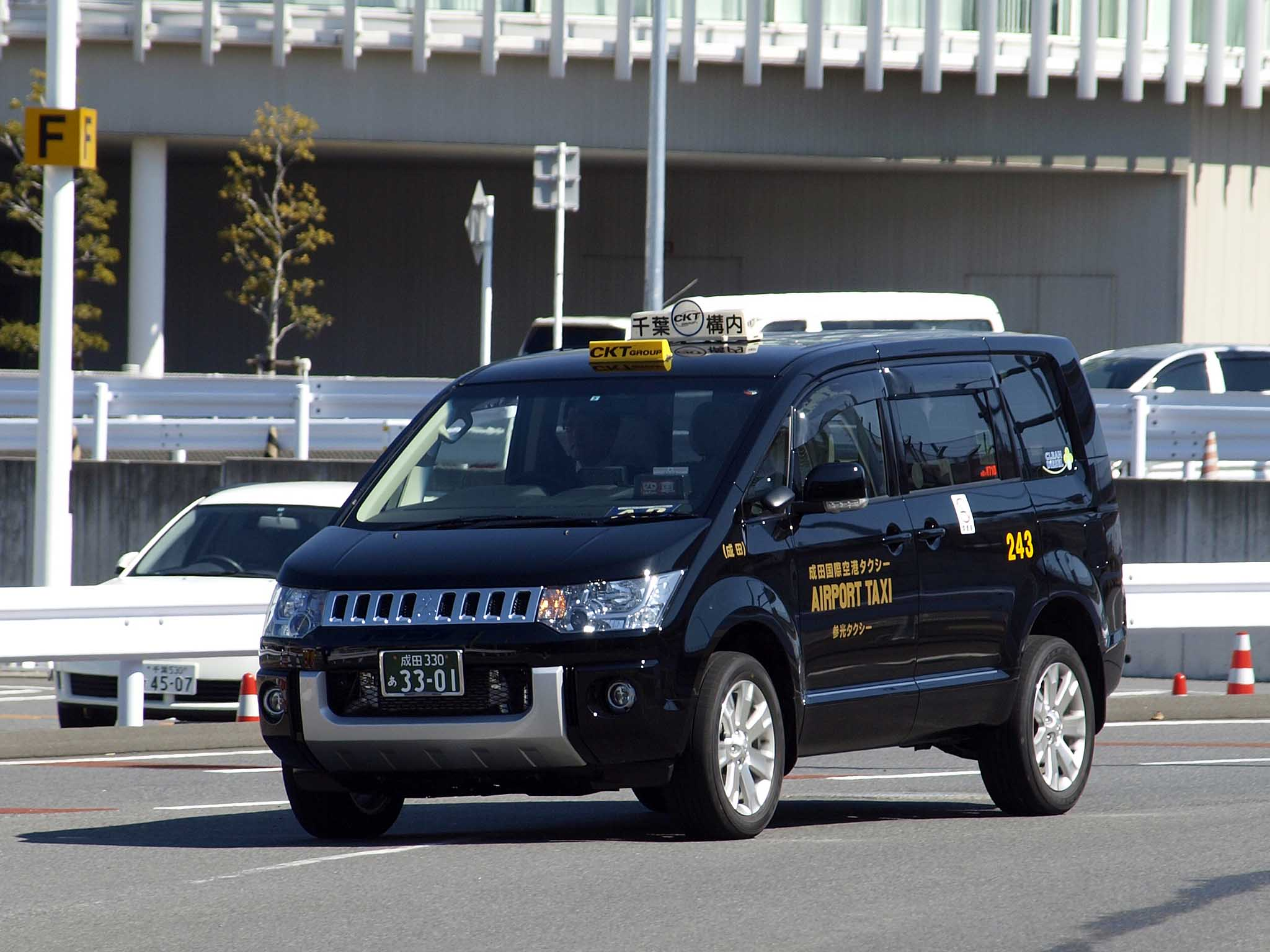
デリカD:5 参光タクシー（千葉県）
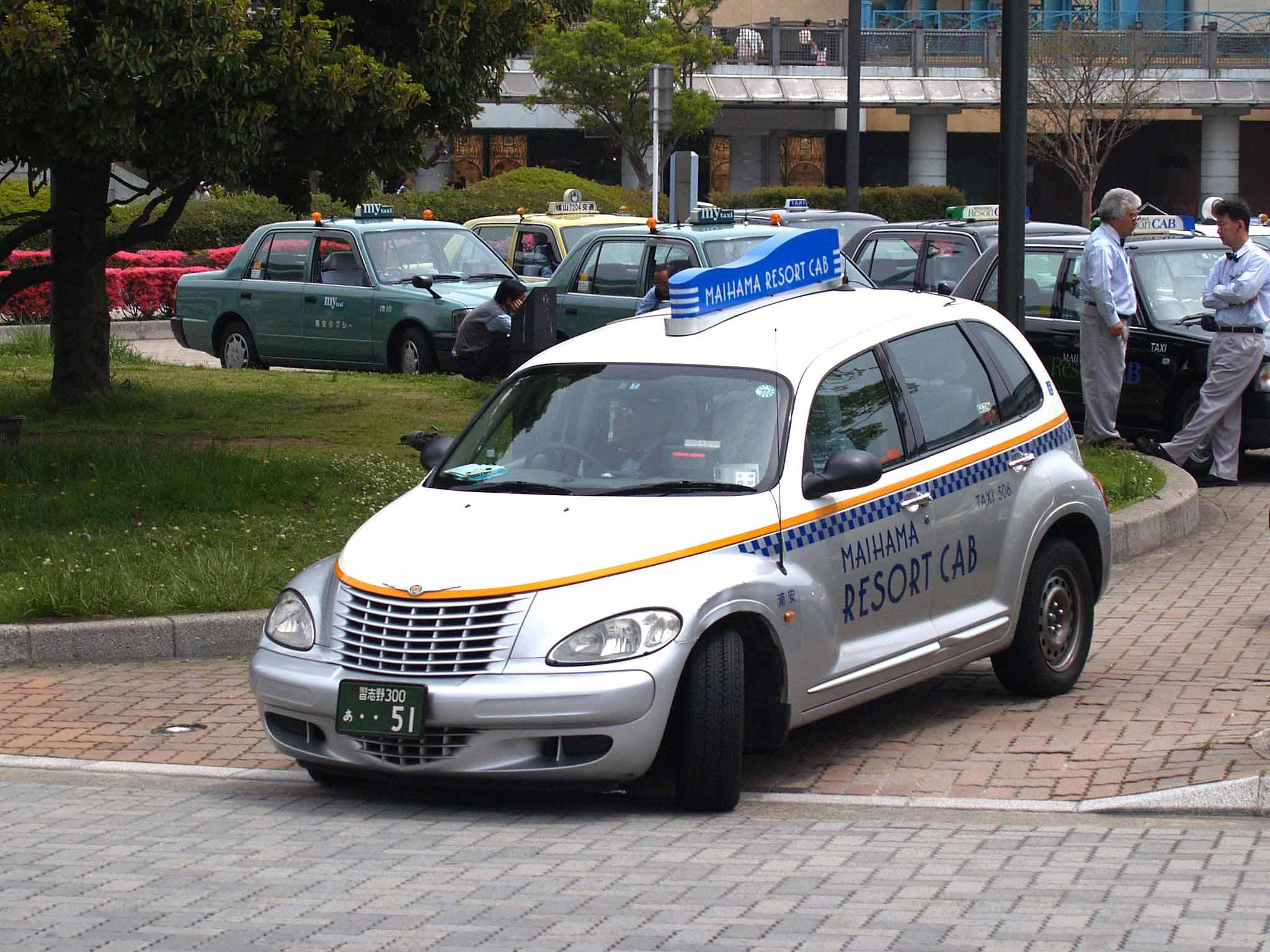
PTクルーザー 舞浜リゾートキャブ（千葉県）

## 個人タクシーの組織
個人タクシーはほぼすべて一般社団法人全国個人タクシー協会に加入している。
- 一般社団法人全国個人タクシー協会（略称：全個協） - 全個連・日個連・独立系の全ての団体をとりまとめている全国組織。
- 京都では組合に加入していない個人タクシーの割合が組合に加入しているタクシーよりも多くなっている。